# William Miller (remero)
William Garfield Miller (Filadelfia, 16 de marzo de 1905-Carlisle, mayo de 1985) fue un deportista estadounidense que compitió en remo. Participó en dos Juegos Olímpicos de Verano en los años 1928 y 1932, obteniendo dos medallas, plata en Ámsterdam 1928 y plata en Los Ángeles 1932.

## Palmarés internacional
| Juegos Olímpicos | Juegos Olímpicos             | Juegos Olímpicos | Juegos Olímpicos   |
| Año              | Lugar                        | Medalla          | Prueba             |
| ---------------- | ---------------------------- | ---------------- | ------------------ |
| 1928             | Ámsterdam (Países Bajos)     | Medalla de plata | Cuatro sin timonel |
| 1932             | Los Ángeles (Estados Unidos) | Medalla de plata | Scull individual   |